# Albian Hajdari
Albian Hajdari (Binningen, 2003. május 18. –) svájci korosztályos válogatott labdarúgó, a Lugano középpályása kölcsönben az olasz Juventus csapatától.

## Pályafutása

### Klubcsapatokban
Hajdari a svájci Binningenben született. Az ifjúsági pályafutását az Aesch csapatában kezdte, majd 2014-ben a Basel akadémiájánál folytatta.
2020-ban az olasz első osztályban érdekelt Juventushoz igazolt. A 2020–21-es szezonban a Basel színeiben szerepelt. Először 2020. szeptember 27-én, a Servette ellen 1–0-ra elvesztett ligamérkőzés 34. percében Edon Zhegrova cseréjeként lépett pályára. 2022. január 4-én a szezon hátralévő részére újra visszatért kölcsönben a Baselhez. 2022 júliusában szintén kölcsönben a Luganohoz szerződött.

### A válogatottban
Hajdari az U15-östől az U21-esig több korosztályos válogatottban is képviselte Svájcot.
2021-ben debütált az U21-es válogatottban. Először 2021. május 30-án, Írország ellen 2–0-ra megnyert barátságos mérkőzés 46. percében Jan Kroniget váltva lépett pályára.

## Statisztika
2022. szeptember 18. szerint.
| Klub                | Szezon   | Bajnokság          | Bajnokság | Bajnokság | Kupa  | Kupa  | Nemzetközi | Nemzetközi | Összesen | Összesen |
| Klub                | Szezon   | Bajnokság          | Mérk.     | Gólok     | Mérk. | Gólok | Mérk.      | Gólok      | Mérk.    | Gólok    |
| ------------------- | -------- | ------------------ | --------- | --------- | ----- | ----- | ---------- | ---------- | -------- | -------- |
| Basel (kölcsönben)  | 2020–21  | Swiss Super League | 8         | 0         | 0     | 0     | —          | —          | 8        | 0        |
| Basel (kölcsönben)  | 2021–22  | Swiss Super League | 1         | 0         | 0     | 0     | —          | —          | 1        | 0        |
| Basel (kölcsönben)  | Összesen | Összesen           | 9         | 0         | 0     | 0     | 0          | 0          | 9        | 0        |
| Lugano (kölcsönben) | 2022–23  | Swiss Super League | 3         | 0         | 1     | 0     | 1          | 0          | 5        | 0        |
| Összesen            | Összesen | Összesen           | 12        | 0         | 1     | 0     | 1          | 0          | 14       | 0        |

## Sikerei, díjai
Lugano
- Svájci Kupa
  - Döntős (1): 2022–23